# John King Davis
John King Davis, CBE (19 de Fevereiro de 1884 – 8 de Maio de 1967) foi um explorador australiano de origem inglesa e um navegador conhecido por comandar vários navios na Antártida, e por instalar estações meteorológicas nas ilhas Macquarie e Willis, no Mar de Coral.
Davis foi o Oficial-chefe do navio Nimrod durante a Expedição Nimrod de Ernest Shackleton, em 1908–1909. Foi Capitão do Aurora e imediato na Expedição da Australásia na Antártica de Douglas Mawson, em 1911–1914.
Davis foi Presidente da Real Sociedade de Vitória no período 1945–46, e membro sénior da Real Sociedade Geográfica. Em 1965, foi feito Comendador da Ordem do Império Britânico.

## Obras
- With the Aurora in the Antarctic (1919), Andrew Melrose: Londres
- Willis Island: a storm-warning station in the Coral Sea (1921), Critchley Parker: Melbourne.
- Trial by Ice. The Antarctic Journals of John King Davis (1997), (Editado por Louise Crossley) Bluntisham Books and Erskine Press: Bluntisham and Norwich (ISBN 1-85297-047-2)